# قنبرة ثكلا

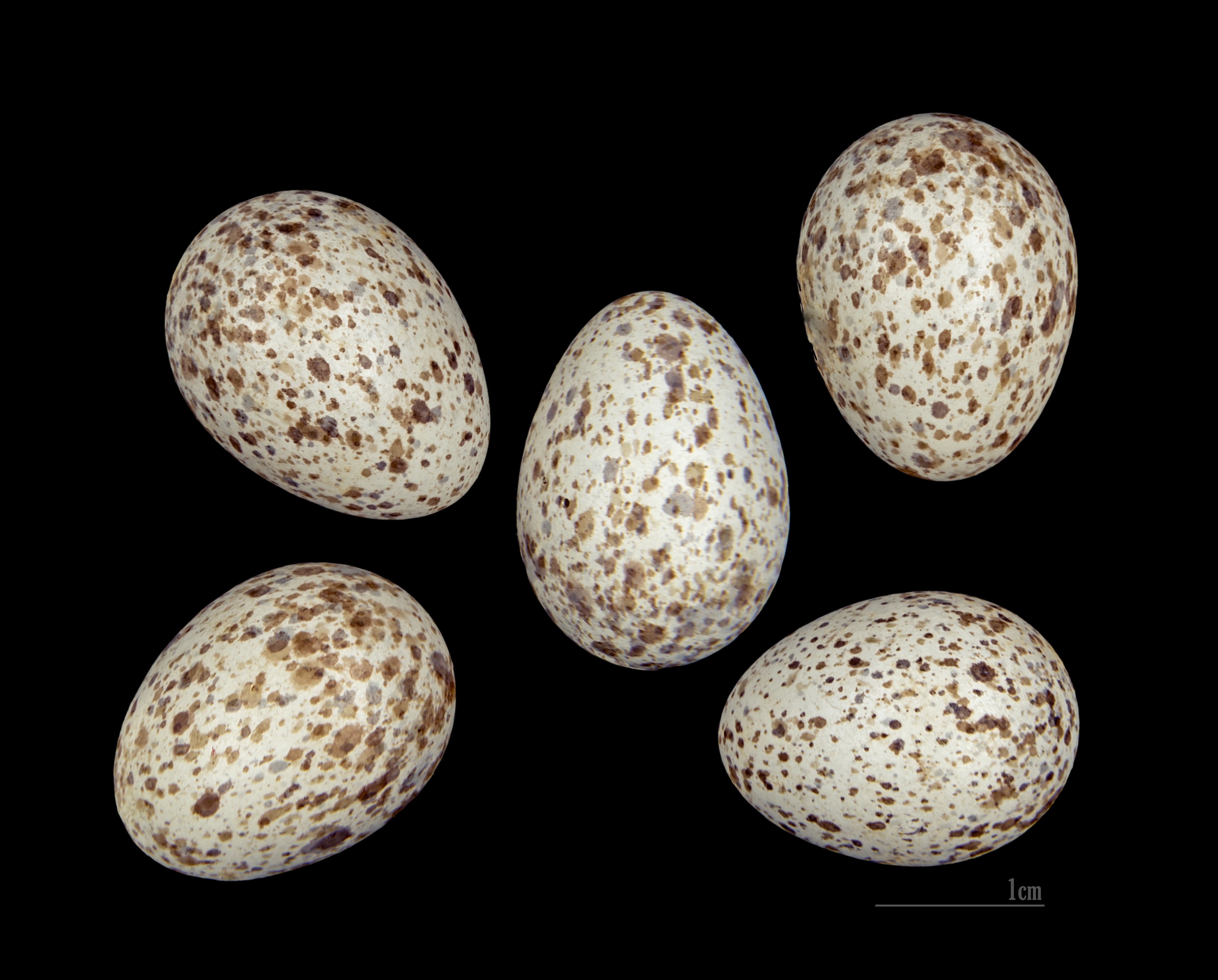
Galerida theklae

قنبرة متوجة صغيرة المنقار (الاسم العلمي: Galerida theklae) (بالإنجليزية: Thekla Lark)‏، هو طائر ينتمي إلى قبرة (فصيلة: Alaudidae).